# Olympijská cena za horolezectví
Olympijská cena za horolezectví (francouzsky Prix olympique d'alpinisme) byla medaile, udělovaná Mezinárodním olympijským výborem za mimořádné výkony v oblasti horolezectví v období čtyř let předcházejících olympijským hrám.
Zvláštní olympijská ocenění za alpinismus navrhl Pierre de Coubertin již v roce 1894. Poprvé se jeho udělení chystalo v průběhu Letních olympijských her 1912, ale žádný z kandidátů nesplnil požadavky Olympijské charty, protože využíval služeb placených nosičů. Nakonec byla cena udělena pouze třikrát:

## Zimní olympijské hry 1924
Třináct členů britsko-indické expedice na Mount Everest roku 1922, kterou vedl Charles Granville Bruce. Cenu převzal Edward Strutt za ostatní členy, kteří byli v době olympiády na další expedici, při níž zmizel George Mallory (jeho tělo bylo nalezeno až v roce 1999). 

## Letní olympijské hry 1932
Bratři Franz Schmid a Toni Schmid (Německo) za prvovýstup severní stěnou Matterhornu v roce 1931. Toni Schmid obdržel cenu in memoriam, protože roku 1932 zahynul na hoře Grosses Wiesbachhorn.

## Letní olympijské hry 1936
Manželé Günter Dyhrenfurth a Hettie Dyhrenfurthová (Švýcarsko) za himálajské expedice v letech 1930 a 1934.